# Битва на озері Буйури
47°42′ пн. ш. 117°48′ сх. д. / 47.7° пн. ш. 117.8° сх. д.
Битва при озері Буїр (іноді пишеться як Битва при озері Буйур; спрощена китайська:捕鱼儿海之战; кит.: 捕魚兒海之戰), також відома як Шоста Північна експедиція імператора Тайдзу (кит.: 明太祖第六次北伐), під час війни між династією Мін і Північним Юанем біля озера Буїр відбулася у 1388 році. 
Армію Мін очолював генерал Лань Юй, який розпочав військову кампанію проти Усхал-хана.(Імператор Тяньюань), правителя Північного Юаня. Армія Мін перемогла орду Північного Юаня біля озера Буір, захопивши в полон 70 тисяч монголів і 100 тис. домашньої худоби (верблюдів, коней і овець). Під час втечі до Каракоруму Усхал-хан разом зі своїм старшим сином був убитий в бою на річці Тол.
Фон: